# Puig (apellido)
Puig (con sus derivados/ equivalentes Puche y Puch,), es un apellido tradicional del ámbito lingüístico catalán, idioma en el que se pronuncia generalmente como [puch] en castellano.  Su significado  en función del contexto vendría a ser el de las palabras castellanas "cerro,  "monte" o incluso "talud" (en general cualquier elevación o montaña pequeña). Una de sus ramas pasó a las Islas Baleares. Es un apellido muy difundido en  tres de las cuatro provincias de la región catalana (con excepción de Tarragona donde no es tan común) , y así como en Valencia. Se ha encontrado a gente con este apellido en diferentes países hispanoamericanos, así como en Andorra, el Rosellón y la ciudad de Alguer en Cerdeña (Italia).

## Origen
Tiene su origen en el término franco-provenzal Puy, con el mismo significado.